# (918) Itha
(918) Itha est un astéroïde évoluant dans la ceinture principale, découvert le 22 août 1919 par l'astronome allemand Karl Wilhelm Reinmuth depuis l'observatoire du Königstuhl.

## Nom
Il est nommé en référence au prénom féminin Itha et d'après le calendrier Der Lahrer hinkende Bote.